# Alfred Hornung
Alfred Hornung (* 1945) ist ein deutscher Amerikanist.

## Leben
Nach der Promotion 1977 in Würzburg war er dort von 1977 bis 1986 wissenschaftlicher Assistent. Nach der Habilitation 1985 an der Universität Würzburg hatte er 1986 eine Lehrstuhlvertretung an der Universität Erlangen-Nürnberg, lehrte er von 1986 bis 1987 als Gastprofessor an der Columbia University und vertrat von 1987 bis 1988 die Amerikanistik an der Universität Bamberg. Seit 1988 war er Universitätsprofessor (C 4) der Universität Mainz und lehnte Rufe an die Universität Hamburg (1988) und die Universität Konstanz (1993) ab. Gegenwärtig wirkt er als Forschungsprofessor und Sprecher des Obama Instituts der Universität Mainz.
Seine Forschungsinteressen sind Transnational American Studies, transkulturelles Life Writing, transkulturelle Ökologie und Lebenswissenschaften.
2014 wurde er zum Mitglied der Academia Europaea gewählt.

## Schriften (Auswahl)
- Narrative Struktur und Textsortendifferenzierung. Die Texte des Muckraking Movement (1902–1912). Stuttgart 1978, ISBN 3-476-00397-3.
- Lexikon amerikanische Literatur. Mannheim 1992, ISBN 3-411-07701-8.
- Jack London. Abenteuer des Lebens. Darmstadt 2016, ISBN 3-650-40157-6.
- Als Herausgeber: Obama and Transnational American Studies. Heidelberg 2016, ISBN 3-8253-6675-8.
- Als Herausgeber: The Routledge Companion to Transnational American Studies. New York 2019, ISBN 978-1-138-05890-3 (mit Nina Morgan und Takayuki Tatsumi).